# Луїза Бельгійська
Луїза Марія Амелія (англ. Louise Marie Amélie; 18 лютого 1858, Брюссель — 1 березня 1924, Вісбаден) — Її Королівська Високість Принцеса Бельгійська, Принцеса Саксен-Кобургська і Готська, Герцогиня Саксонська (фр. Son Altesse Royale Princesse de Belgique, Princesse de Saxe-Cobourg et Gotha, Duchesse de Saxe, нід. Hare Koninklijke Hoogheid Prinses van België. Prinses van Saksen-Coburg en Gotha, Hertogin van Saksen). Старша дочка короля Бельгії Леопольда II; з 1875 до 1906 року дружина принца Філіпа Саксен-Кобург-Готського.

## Біографія
Принцеса Луїза Марія Амелія народилася в Брюсселі і була першою дитиною і старшою дочкою в сім'ї короля Леопольда II і його дружини королеви Марії Генрієтти. Народження дочки було сприйнято батьком без особливої радості. Хоча в 1859 році у неї з'явився брат Леопольд, а в 1864 році — сестра Стефанія, дитинство її було дуже самотнім. Дітей не балували і виховували в спартанських умовах: вони спали на жорстких ліжках, вмивалися холодною водою, в кімнатах був мінімум меблів. Леопольд II не приділяв увагу дочкам, спілкуючись лише з сином-спадкоємцем. Мати проводила час в піклуванні про коней. Шлюб батьків, укладений з династичних міркувань, не був щасливим. Пізніше Луїза писала в своїх листах, що «вони (батьки) живуть своїм власним життям, ні фізично, ні психологічно, ні раціонально між ними не було будь-якого зв'язку».У 1869 році загинув брат Луїзи, єдиний спадкоємець Леопольда II. У 1872 році народилася третя дочка, принцеса Клементина, що ще більше посилило холодність між батьками.
У 1870-х роках почалися пошуки нареченого для підростаючої принцеси. Графиня Марія Фландрська, уроджена принцеса Гогенцоллерн, пропонувала свого брата принца Фрідріха Гогенцоллерн-Зігмарінген. З'явилися чутки про можливе сватання принца Наполеона Ежена, сина і спадкоємця імператора Наполеона III. Аби не допустити ускладнень з Третьою Французькою республікою і уникнути цього шлюбу, сімнадцятилітню Луїзу поспішно заручили з її троюрідним братом Філіпом Саксен-Кобург-Готським (1844—1921). Принц походив із численної династії Саксен-Кобург-Готських, до якої належали і бельгійські королі. Але він не був блискучою партією, на яку могла б розраховувати дочка короля.Скромне весілля відбулася 5 травня 1875 року в Брюсселі, на ній були присутні граф Паризький, принц Уельський і герцог Ернст II Саксен-Кобург-Гота.

## Життя у Відні
Після весілля молодята вирушили до Відня, де Луїза виявилася при блискучому віденському дворі. Принц Філіп віддалився від своєї молодої дружини і повернувся до вільного життя, яке вів до шлюбу. А Луїза дуже скоро стала близькою подругою кронпринца Рудольфа (майбутнього чоловіка її молодшої сестри Стефанії), беручи участь у всіх його авантюрах. Пригоди принцеси і її незліченні борги викликали скандали при віденському дворі, але не допомогло навіть втручання матері, якій австрійські родичі повідомляли про неприйнятню поведінку Луїзи.

## Скандал
У 1895 році тридцятисемирічна мати двох дітей Луїза зустріла графа Гьозу Маташіча (1868—1926), лейтенанта в хорватському полку австрійської армії. Між ними почався роман. У січні 1897 року Луїза залишила чоловіка і дітей і відправилася в подорож по Європі. Вона намагалася домогтися розлучення з чоловіком. 19 лютого 1898 року в Відні відбулася дуель між принцом Філіпом і графом Маташічем, в результаті якої принц був поранений в руку. Поступово борги принцеси росли, але її батько і покинутий чоловік відмовилися їх оплачувати. Леопольд II і Марія Генрієта відреклися від дочки, імператор Франц Йосиф I заборонив принцесі Стефанії спілкуватися з сестрою. Не маючи грошей, граф Маташіч підробив підпис Стефанії на векселі. Він був засуджений до тюремного ув'язнення на 4 роки, принцесу Луїзу поставили перед вибором: повернутися до чоловіка або відправитися в божевільню. Вона вибрала останнє, в результаті чого від неї відвернулися всі близькі. Лише в 1904 році  граф, який звільнився з в'язниці, зміг організувати її втечу з лікарні, де вона провела шість років, після чого вони вирушили до Парижа. 15 січня 1906 року відбулося її розлучення з принцом Філіпом.
Принцеса Луїза померла 1 березня 1924 року в Вісбадені, покиута усіма рідними, у віці шістдесяти шести років.

## Діти
- Леопольд Клемент Філіп Август Марія (1878—1916) — неодружений, бездітний.
- Доротея Марія Генрієта Августа Луїза (1881—1967) — з 1898 року дружина Ернста Гюнтера, герцога Шлезвіг-Гольштейн-Зондербург-Аугустенбург.